# Dicranomyia (Dicranomyia) shelfordi
Dicranomyia (Dicranomyia) shelfordi is een tweevleugelige uit de familie steltmuggen (Limoniidae). De soort komt voor in het Nearctisch gebied.